# Science and Technology of Advanced Materials
Science and Technology of Advanced Materials（略称：STAM）は、2000年に創刊された査読付き学術雑誌である。2008年には物質・材料研究機構（NIMS）が拠出母体となりオープンアクセス雑誌となった。2014年より、スイス連邦材料研究所（EMPA）も参画。編集事務局は茨城県つくば市に所在する物質・材料研究機構に置かれている。国際的な学術雑誌として、編集委員、査読委員は国際的な陣容で全世界の研究者を集めている。2016年からはテイラーアンドフランシスが出版発行を行い、広報冊子として印刷冊子版（論文全文また一部）をNIMSが無料で頒布している。2015年以前は英国物理学会（IOP）が、2008年以前はエルゼビア社が出版発行を担当していた。

## 対象分野
STAM誌は、理論解析、材料合成処理、相構造分析、特性評価、応用といった分野を含む、材料科学の全ての面をカバーしている。材料研究の学際的な性格を反映し、固体、液体、気体に関する先端研究や、ナノ材料、バイオマテリアル、エコマテリアルといった萌芽的な研究課題に関わる領域を扱っている。

## オープンアクセス
2013年6月以前は、フルオープンアクセス雑誌として出版され、著者は、投稿論文を無料で出版できたが、それ以降は、原則、著者による論文掲載料負担（APC）がある。一方、ゴールドオープンアクセスとして、無料で閲覧、ダウンロード、印刷ができる。

## インパクトファクター
トムソン・ロイター社によるJournal Citation Reports（JCR）によれば、STAM誌の2024年インパクトファクターは6.9であり、「Materials Science, Multidisciplinary（材料科学・学際領域）」カテゴリーの460誌中104位に位置する。
| Year | Impact Factor |
| ---- | ------------- |
| 2006 | 1.124         |
| 2007 | 1.267         |
| 2008 | 1.270         |
| 2009 | 2.599         |
| 2010 | 3.226         |
| 2011 | 3.513         |
| 2012 | 3.752         |
| 2013 | 2.613         |
| 2014 | 3.513         |
| 2015 | 3.433         |
| 2016 | 3.798         |
| 2017 | 4.787         |
| 2018 | 3.585         |
| 2019 | 5.866         |
| 2020 | 8.090         |
| 2021 | 7.662         |
| 2022 | 5.5           |
| 2023 | 7.4           |
| 2024 | 6.9           |